# Coffea littoralis
Coffea littoralis är en måreväxtart som beskrevs av Aaron Paul Davis och Franck Rakotonasolo. Coffea littoralis ingår i släktet Coffea och familjen måreväxter. Inga underarter finns listade i Catalogue of Life.